# Nihal Menzil
Nihal Menzil (Konya, 13 dicembre 1962) è un'attrice turca.

## Biografia
Nihal Menzil è nata il 13 dicembre 1962 in Konya (Turchia), da padre ufficiale delle forze armate.

## Carriera
Nihal Menzil è stata in grado di completare la sua istruzione con divisioni in varie province poiché suo padre era un ufficiale. Ha frequentato la scuola primaria presso la Konya Devrim e la Malatya Gazi Primary School, la Secondary School ad Abidinpaşa Cumhuriyet e la İstanbul Bahçelievler Secondary School. Ha completato il liceo presso la Bahçelievler High School e l'Haydarpaşa Health College. Mentre studiava in quest'ultimo luogo la sua famiglia l'ha fatta sposare. Dopo aver perso suo marito in un incidente stradale, ha lavorato come impiegata, segretaria, intervistatrice, marketing di libri, programmatrice radiofonica, giornalista e cantante. Come risultato di una coincidenza, mentre vendeva una polizza assicurativa, ha ricevuto un'offerta di recitazione e ha interpretato il suo primo ruolo nel programma chiamato Sıcağı Sıcağına.

## Filmografia

### Cinema
- Sinav, regia di Ömer Faruk Sorak (2006)
- 7 Kocali Hürmüz, regia di Ezel Akay (2009)

### Televisione
- Gözlerinde Son Gece – serie TV (1996)
- Dostlar Pasaji – serie TV (1997)
- Ikinci Bahar – serie TV (1998-2001)
- Eyvah kizim büyüdü – serie TV (2000)
- Dikkat bebek var – serie TV (2000)
- Vay Anam Vay – serie TV (2001)
- Asmali konak – serie TV (2002)
- Çemberimde Gül Oya – serie TV (2004)
- Gece Yürüyüsü – serie TV (2004)
- Ah be Istanbul – miniserie TV (2004)
- Kaybolan Yillar – serie TV (2006)
- Haziran gecesi – serie TV (2006)
- Ask Kapiyi Çalinca – serie TV (2007)
- Dede Korkut hikayeleri – serie TV (2007)
- Bu Kalp Seni Unutur Mu? – serie TV (2009)
- Makber – serie TV (2009-2010)
- Yer Gök Ask – serie TV (2010)
- Yaprak Dökümü – serie TV (2010)
- Kaçak – serie TV (2013)
- O Hayat Benim – serie TV (2014-2015)
- Badem sekeri, regia di Aydin Bulut e Abdullah Oguz – film TV (2017)
- Ver Elini ASk – serie TV (2017)
- Fi – serie TV (2017-2018)
- Kadin – serie TV (2019)
- Come sorelle (Sevgili Geçmiş) – serie TV (2019)
- Camdaki Kiz – serie TV (2021-2022)